# Капустин, Александр Петрович (писатель)
Капустин Александр Петрович (бел. Капусцін Аляксандр Пятровіч; род. 12 февраля 1924, Старая Рудня, Жлобинский район, Гомельская область, БССР — 16 октября 1996, Жлобинский район, Гомельская область, Беларусь) — белорусский писатель, фронтовик. Почётный гражданин Жлобина (1983). Член Союза писателей и журналистов Беларуси.

## Биография
Родился в деревне Старая Рудня Жлобинский район Гомельская область в крестьянской семье. Фамилия Капустин очень распространённая фамилия в его родной деревне Старая Рудня.
Во время Великой Отечественной войны в июне 1942 организовал в родной деревне комсомольско-молодёжную подпольную группу. С ноября 1943 года находился на фронте и был контужен и трижды ранен. С 1 мая по 1 августа 1943 рядовой в партизанском отряде имени Буденного. Партизанская бригада имени К. Е. Ворошилова.
С 1 августа по 25 ноября 1943 командир отделения. Отряд имени Буденного. Бригада имени К. Е. Ворошилова.
Командовал отделением партизанским отрядом имени Будённого. За заслуги был награждён орденами Отечественной войны I и II степеней, медалью «За отвагу».
Окончил 9 классов и отправился на фронт. С 1946 по 1965 года работал в юстиции. В 1950 году окончил заочно Минскую юридическую школу. В 1955 окончил исторический факультет Гомельского учительского института, а в 1959 году Высшие юридические курсы в Москве. В 1965 году стал заведующим областной газеты «Гомельская праўда». С 1971 года стал работать старшим редактором. Потом заведующим редакции науки и культуры БелТА. В 1973 работал секретарем еженедельника «Літаратура і мастацтва», с 1974 по 1980 заместитель главного редактора еженедельника. Член Союза писателей СССР с 1974 года.
Капустин работал с белорусским поэтом Кириченко.

## Творчество
Александр Капустин стоял у истоков детективной белорусской прозы. Переводил тексты с русского и польского языков на белорусский. 
В 1948 году вышел первый рассказ «Калгасны конюх». Первый сборник прозы «Суд ідзе» вышел в 1959 году.
- В 1975 году — «Суд вырашыў».
- В 1979 году — «Скажу праўду».
- В 1981 году — «Быць чалавекам»
- В 1985 году — «Дружба вывела да зорак».
- В 1988 году — «Салёная раса».
- В 1990 году — «Старая Рудня».
- В 1992 году — «На хвалях Нявы».
- В 1992 году — «Цвіў бэз, іграла скрыпка».
- В 1994 году — «Александр Капусцін. Старонкі памяці»

А. Капустин — автор документального рассказа «Покліч сэрца» про Героя Социалистического Труда завода Гомсельмаш В. Хурсана.
В рассказе «Капрал Французкай Арміі» Александр рассказал необычную историю своего знакомого из его родной деревни Косикова Митрофана Лукъяновича.
Литературное наследие Александра Петровича — это 29 книг разных художественных стилей. Писал также юмористические рассказы. Автор многочисленных публицистических статей.

## Награды и звание
- Орден Отечественной войны I и II степеней
- Медаль «За отвагу»
- Звание «Почётный гражданин города Жлобин» (присвоено 25 мая 1983 года)[1]

## Память
- На Жлобинщине проходят ежегодные традиционные чтения, посвящённые А. П. Капустину.
- В честь А. П. Капустина названа областная литературная премия. В 2018 году эту премию получил Н. В. Шуканов, редактор Жлобинской газеты «Новы дзень». 12 февраля, в день рождения А. П. Капустина, в центральной районной библиотеке имени Н. К. Крупской г. Жлобина состоялось вручение премии[3]. В 2024 году лауреатом премии стала Староруднянская сельская библиотека.
- Одна из улиц в Жлобине названа в честь А. П. Капустина.
- К 100-летию со дня рождения А. П. Капустина Гомельское областное отделение Союза писателей учредило памятную награду — Межрегиональную литературную премию «Зов сердца»[4]. Периодичность — раз в пять лет.
- 1 июля 2025 года на здании редакции газеты «Гомельская праўда» (Гомель, ул. Полесская, 17а) торжественно открыта памятная доска в честь писателей, поэтов и журналистов, творческая судьба которых связана с данным изданием: Иван Шамякин, Роман Соболенко, Павлюк Трус, Анатолий Гречаников, Павел Пронузо, Михась Даниленко, Александр Капустин, Микола Метлицкий[5][6].